# 贺海东
贺海东（1966年2月-），汉族，中华人民共和国政治人物，生于内蒙古化德县。1985年6月加入中国共产党，1987年7月参加工作。现任中共呼和浩特市委副书记，呼和浩特市人民政府市长。

## 生平
1987年毕业于内蒙古大学经济系计划统计专业，后进入内蒙古自治区乡镇企业局经管处工作；
2010年9月任通辽市副市长；2017年1月任通辽市常务副市长；2017年9月任中共通辽市委副书记；
2019年5月，任中共呼和浩特市委副书记；2021年2月，任呼和浩特市长。